# Podestà
Podestà var under medeltiden innehavaren av den högsta exekutiva makten i medeltidens italienska städer.
I det fascistiska Italien var enligt lag av den 3 december 1926 podestà en av regeringen utnämnd fogde som stod i spetsen för varje kommuns förvaltning och handhade sådana funktioner som tidigare handhafts av folkvalda myndigheter.